# Конституційне право Великої Британії

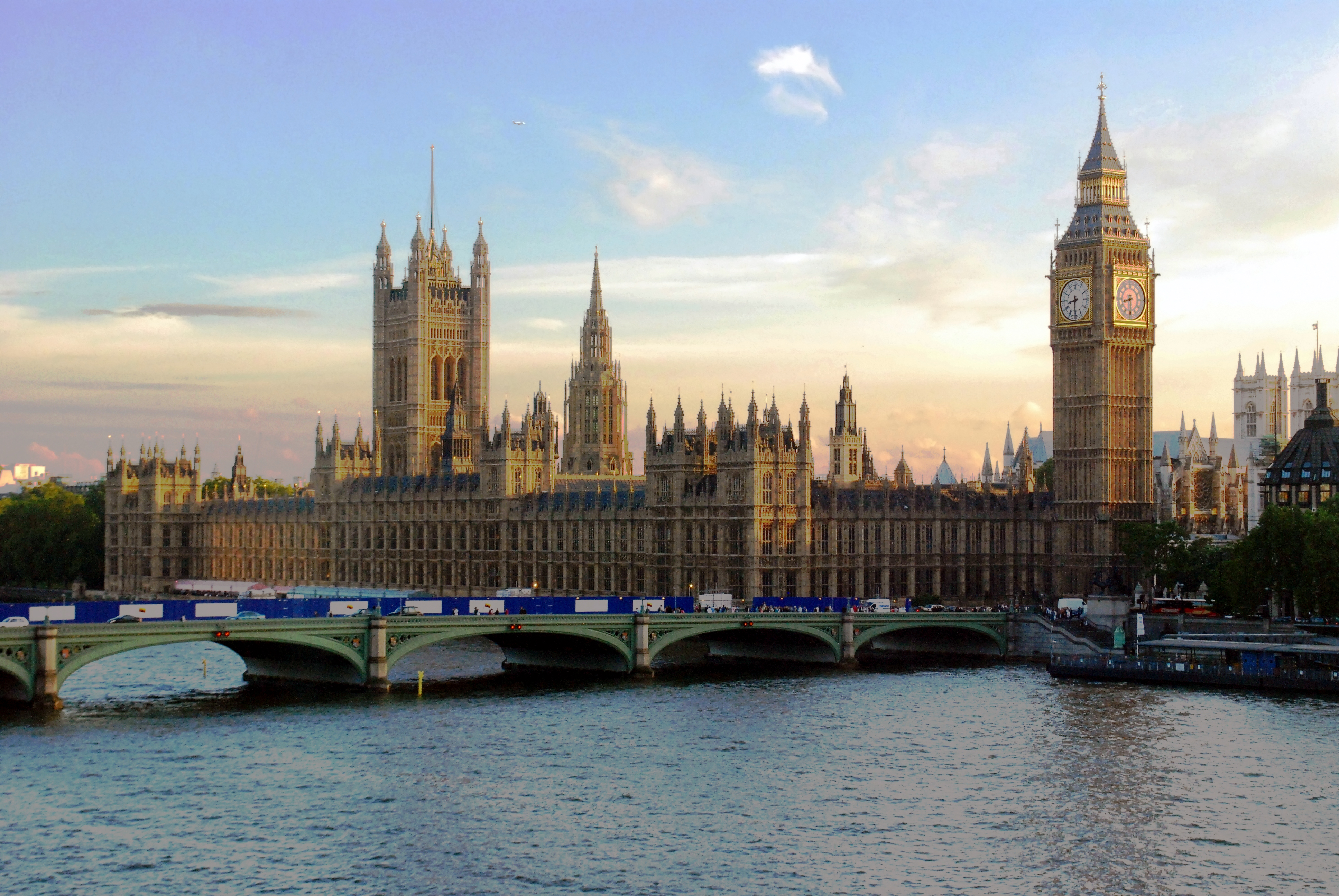
Парламент у Вестмінстерському палаці займає центральне місце в конституції Великої Британії

Конституційне право Великої Британії — галузь права, що становить собою сукупність законів, прецедентів і конституційних угод Великої Британії, які визначають порядок формування та повноваження органів держави. Попри те, що у Великій Британії — найстаріша безперервна політична система у світі, конституція цієї держави так і не була оформлена в єдиний правовий акт. Конституційні принципи вироблялись упродовж століть і закріплялись у статутах, судових прецедентах і політичних конвенціях.
До основних засад британської політичної системи відносяться парламентський суверенітет, верховенство права, демократія та інтернаціоналізм.

## Історія

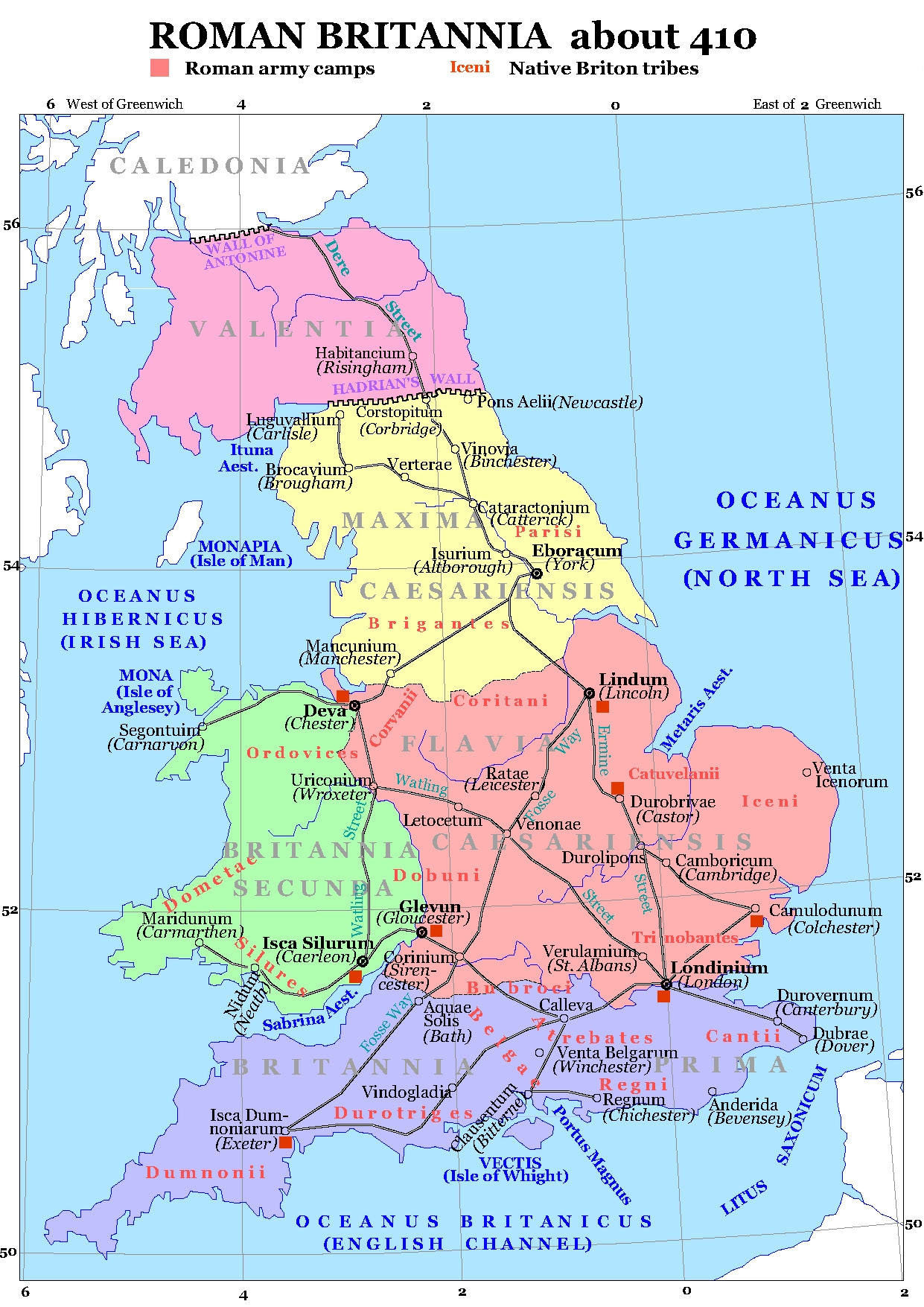
Британія у 43 — 410 роках н. е. підпорядковувалась римському імператорові на підставі Римської конституції.

1215 року на вимогу повсталих баронів, лицарів і містян англійський король Іоанн Безземельний ухвалив Велику хартію вольностей, якою гарантувалися справедливий судовий розгляд, вільне пересування людей і надання свободи дій церкві. Після Англійської громадянської війни та Славної революції 1688 року Парламент Англії здобув верховенство над монархом, церквою та судами. Білль про права 1689 року проголосив, що «вибори членів парламенту повинні бути вільними». Акт про унію 1707 року об'єднав Англію, Уельс і Шотландію. Ірландія була приєднана 1800 року, але після війни за незалежність Ірландська республіка здобула самостійність, офіційно закріплену у «Великодній прокламації» 1916 року й Англо-ірландському договорі 1921 року. Згідно з Актом про народне представництво 1928 року жінки отримали рівні виборчі права з чоловіками.

## Принципи

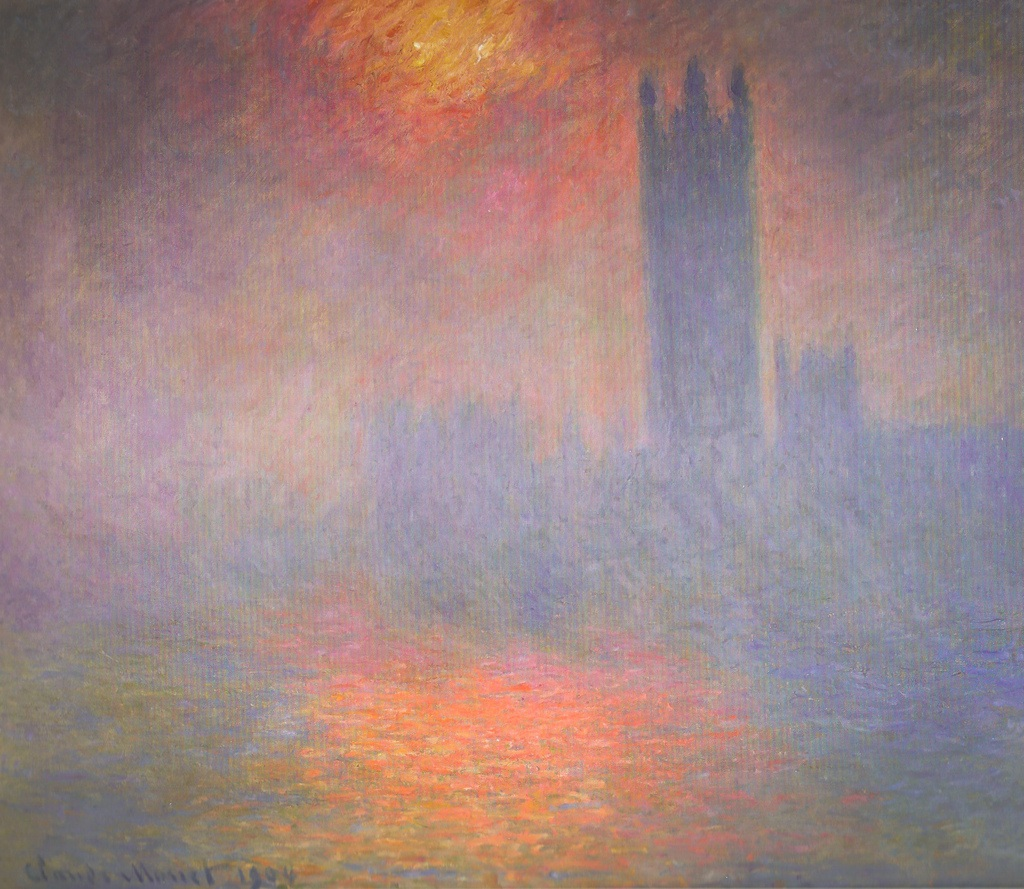
Клод Моне «Парламент» (1904). Англійське слово «парламент» походить від «parler», що означає «розмовляти»

Британська конституція не була кодифікована, як, наприклад, Конституція США або Основний закон ФРН. Водночас загальні принципи закріплені в різних конституційних законах. Конституція Великої Британії включає конституційні угоди, судові прецеденти та інші конституційні норми. Надаючи їм чинності, суди несуть відповідальність за підтримку цінностей і принципів конституції та забезпечення їх ефективності. Центральні статути визнані такими, що мають конституційну цінність.
До головних джерел права, які становлять основну політику Великої Британії, відносяться ухвалені акти Парламенту Великої Британії, сформульовані суддями і виражені у судових прецедентах правові норми і конвенції, які регламентують поведінку Кабінету міністрів Великої Британії, Прем'єр-міністра, парламенту і монарха. За допомогою законодавства, судової практики та конвенцій, як правило, визнаються щонайменше чотири основні принципи:
1. Парламентський суверенітет, який вважається фундаментальним принципом. Внаслідок періоду Реформації в Англії, громадянської війни, Славної революції 1689 року та Акту про унію 1707 року парламентська влада стала домінуючим джерелом права понад судову, виконавчу, церковну владу і владу монарха.
2. Верховенство права висвітлюється в конституції з часів Великої хартії вольностей 1215 року та Петиції про право 1628 року Це означає, що державна влада може діяти лише згідно з законними повноваженнями, включаючи дотримання прав і свобод людини і громадянина.
3. Принаймні з 1928 року демократія стала одним з фундаментальних конституційних принципів. Спочатку лише заможні чоловіки мали право голосу у Палаті громад, в той час як король або королева та/або спадкова Палата лордів домінували в політиці. Однак з 1832 року повнолітні громадяни поступово здобули загальне виборче право.
4. Конституція Великої Британії є міжнародною: Парламент послідовно посилював свій суверенітет і практичну владу британських громадян завдяки членству в міжнародних органах, включаючи Міжнародну організацію праці (МОП), Організацію Об'єднаних Націй (ООН), Європейську Конвенцію з прав людини (ЄКПЛ), Європейський Союз (ЄС), Світову організацію торгівлі (СОТ) та Міжнародний кримінальний суд (МКС).

### Парламентський суверенітет
Парламентський суверенітет часто розглядається як центральний елемент конституції Великої Британії, хоча його ступінь все ще оскаржується. Це означає, що акти парламенту є найвищою формою права, а також, що «парламент не може зобов'язувати себе».
Історично склалося так, що парламент став суверенним завдяки низці поєдинків за владу між монархом, церквою, судами та простими людьми. Велика хартія вольностей 1215 року, яка згодом була анульована, призвівши до Першої баронської війни, наділила парламент правом існувати задля «спільної ради» проти нібито «божественного права королів» правити. Спільна земля також була гарантована людям для фермерського господарства, випасу худоби, полювання або риболовлі, хоча аристократи продовжували домінувати в політиці. Відповідно до Акту про супрематію 1534 року Король Генріх VIII затвердив своє божественне право на Католицьку церкву в Римі, проголосивши себе верховним лідером Англіканської церкви. Потім у справі графа Оксфорда в 1615 році Лорд-канцлер (як представник короля, так і голова судової влади) затвердив верховенство Канцлерського суду над судами загального права, фактично зводячи нанівець твердження сера Едварда Коука про те, що судді можуть визнати статути недійсними, якщо вони підуть «проти загального права та розуму».
Нарешті, після Славної революції 1688 року, Білль про права 1689 року наділив парламент владою над монархом (а отже, і над церквою та судами). Парламент став суверенним і верховним. Але боротьба за владу в парламенті продовжилась між аристократією та простими людьми. Люди, від чартистів до профспілок, боролися за голосування в Палаті громад і, нарешті, в Акті парламенту 1911 року та Акті парламенту 1949 року про те, щоб громада переважала в будь-якому конфлікті з невибраною Палатою лордів: після 1949 року лорди могли затримати законодавство лише на один рік та не затримувати будь-які бюджетні заходи більше місяця. У справі «Р. (Джексон) проти Генерального прокурора» група протестуючих проти полювання оскаржила Закон про мисливство 2004 року, стверджуючи, що він не є чинним і не може заборонити полювання на лисиць, оскільки він був прийнятий, уникаючи Палату лордів згідно з Актом парламенту 1949 року, а сам він був недійсним, оскільки він був прийнятий з використанням повноважень, передбачених Актом парламенту 1911 року, щоб замінити лордів за два роки і обмежив повноваження лордів стосовно затримки до одного року.
Таким чином, лорд Хоуп стверджував, що «верховенство закону, яке застосовується судами, є найважливішим контрольним фактором, на якому базується наша конституція», що парламентський суверенітет «більше не є, якщо він коли-небудь був, абсолютним», він не може використовуватися для захисту антиконституційних актів (як визначено судами). Не залишається усталеного значення парламентського суверенітету, за винятком того, що це залежить від принципу представницької демократії, а його юридична сила залежить від політичної легітимності.
В новітній історії суверенітет Парламенту Великої Британії в практичному та юридичному плані розробили чотири основні фактори:
1. З 1945 року міжнародна співпраця означала, що парламент посилив свою владу, працюючи з іншими суверенними державами, а не намагаючись домінувати над ними. Хоча окремі британські уряди і раніше порушували міжнародне право, Сполучене Королівство завжди приймало формальний обов'язок, що його суверенітет не використовуватиметься незаконно.
2. У 1950 році Велика Британія допомогла написати та приєдналася до Європейської конвенції з прав людини. Тим часом як ця конвенція відображала норми та справи, вирішені згідно із британськими статутами, загальним правом та громадянськими свободами, Велика Британія визнала, що люди можуть звертатися до Європейського суду з прав людини у Страсбурзі, якщо внутрішніх засобів правового захисту недостатньо.
3. Велика Британія стала членом Європейського Союзу після Закону про Європейські співтовариства 1972 року та шляхом ратифікації Маастрихтського договору в 1992 році. Право ЄС завжди переважало у будь-якій колізії між законодавством держав-членів у обмежених сферах, в яких воно діє, але держави-члени та громадяни отримують контроль над сферою та змістом права ЄС, а отже, розширюють свій суверенітет на міжнародному рівні через спільне представництво в Європейському Парламенті, Раді Міністрів та Комісії.
4. Передача повноважень у Сполученому Королівстві означала, що парламент наділив законодавчими повноваженнями з конкретних тем нації та регіони: Акт про Шотландію 1998 року створив Парламент Шотландії, Акт про уряд Уельсу 1998 року створив Національну асамблею Уельсу, а Акт про Північну Ірландію 1998 року створив уряд Північної Ірландії. Отже, Велика Британія не повинна приймати рішень, які б суперечили волі регіональних урядів.

### Верховенство права
Верховенство права — фундаментальний принцип, який передбачає рівність усіх і кожного перед законом і неминучість покарання за його порушення. Принцип верховенства права є основою для сталого розвитку суспільства та охоплює практично всі аспекти життя: від безпеки особистості, права власності та розв'язання конфліктів — до ефективної боротьби з корупцією. Його називають «таким же важливим у вільному суспільстві, як і демократичне виборче право», і навіть «найвищим чинником контролю, на якій заснована… Конституція», але, як і парламентський суверенітет, його значення та обсяг є дискусійним. Лорд Бінгем, колишній вищий суддя у Великої Британії, вважав, що верховенство права має виходити з того, що право є чітким і передбачуваним, не допускає широкого або необґрунтованого розсуду, застосовується однаково до всіх людей, захищає основні права людини і відповідає нормам міжнародного права. Водночас в деяких визначеннях права людини і міжнародне право не враховуються. Подібна позиція ґрунтується на поглядах таких вчених, як Альберт Венн Дайсі.
Верховенство права було визнано як «конституційний принцип» у розділі 1 Закону про Конституційну реформу 2005 року, який обмежив судову роль лорда-канцлера і змінив систему призначень суддів, щоб закріпити незалежність, різноманітність і заслуги. Оскільки статут не дає подальшого визначення, практичне значення «верховенства права» розвивається через прецедентне право.
В основі верховенства права у британському праві традиційно лежить принцип «законності». Це означає, що держава, уряд і будь-яка особа, що діє в рамках державної влади (включаючи корпорацію), можуть діяти тільки відповідно до Закону. Однак уряд швидко прийняв новий Закон, що дозволяє прослуховування телефонних розмов за допомогою ордера. Сам по собі принцип законності недостатній для того, щоб поодинці зберегти права людини перед обличчям все більш нав'язливих законодавчих повноважень з нагляду з боку корпорацій або уряду. Верховенство закону також вимагає, щоб закон дійсно дотримувався, хоча у правоохоронних органів може бути місце для розсуду. У справі (Corner House Research) v Director of the Serious Fraud Office (SFO) група, яка проводить кампанію проти торгівлі зброєю, Corner House Research, заявила, що бюро з серйозного шахрайства діяло незаконно, припинивши розслідування угоди по зброї між Великою Британією і Саудівською Аравією «Аль-Ямама». Стверджувалося, що BAE Systems plc давала хабарі саудівським урядовим діячам. Палата лордів вважала, що SFO має право брати до уваги суспільний інтерес у тому, щоб не проводити розслідування, включаючи загрози безпеці, які можуть виникнути. Баронеса Гейл зауважила, що SFO повинен був враховувати «принцип, згідно з яким ніхто, включаючи впливові британські компанії, які ведуть бізнес для впливових іноземних держав, не стоїть вище закону», але прийняте рішення не було необґрунтованим. Коли виконавче або судове провадження все ж відбувається, воно повинно провадитися швидко: будь-який затриманий повинен бути звинувачений і засуджений або ж звільнений. Люди також повинні мати можливість отримати доступ до правосуддя на практиці. У справі R (UNISON) v Lord Chancellor Верховний суд постановив, що накладення урядом плати в розмірі 1200 фунтів стерлінгів за подання позову до суду по трудових спорах підриває верховенство закону і є недійсним. Лорд-канцлер мав законні повноваження встановлювати плату за судові послуги, але це призвело до 70-відсоткового зниження числа позовів до судів по трудових спорах проти роботодавців за порушення трудових прав, таких як несправедливе звільнення, незаконні утримання заробітної плати або дискримінація. Лорд Рід вважав, що «конституційне право на доступ до судів притаманне верховенству права». Без доступу до судів «закони можуть стати мертвою буквою, робота, виконувана парламентом, може бути перетворена на наклеп, а демократичні вибори членів парламенту можуть перетворитися на безглузду шараду». В принципі кожна людина підпорядковується закону, включаючи міністрів уряду або керівників корпорацій, які можуть бути притягнуті до суду за порушення наказу. У теорії, спочатку відстоюваної Бароном де Монтеск'є, має бути суворе поділ виконавчої, законодавчої та судової влади. У той час як інші системи, особливо Сполучені Штати, намагалися реалізувати це на практиці (наприклад, вимога, щоб виконавча влада не виходила від законодавчої) ясно, що сучасні політичні партії можуть підірвати такий поділ, захопивши всі три гілки и влади. У Великій Британії демократія просунулася вперед з початку XX століття, незважаючи на те, що «у Сполученому Королівстві немає формального поділу влади». Закон про конституційну реформу 2005 року, однак, поклав кінець практиці лорда-канцлера, який є як главою судової влади, так і членом парламенту і засідає в Кабінеті Міністрів. З часу прийняття Акта про врегулювання 1700 року був тільки один випадок відсторонення судді, і відсторонення не може відбутися без того, щоб лорд-головний суддя і лорд-канцлер після того, як суддя буде підданий кримінальному переслідуванню. Тепер всі міністри зобов'язані «підтримувати постійну незалежність судової влади», зокрема проти нападів з боку могутніх корпорацій або засобів масової інформації.

## Установи

### Парламент
Парламент у Британській Конституції є ієрархічним серед інших гілок влади. Численні революції стали поштовхом для його виникнення, як домінуючого органу державної влади над судами, церквами та монархами. Палата Лордів підпорядковується Палаті Общин, яка традиційно уособлювала аристократію. Центральним підґрунтям парламентського суверенітету вважається його демократичний характер, хоча тільки на підставі Закону про народне представництво (рівне представництво) 1928 року можна зазначити, що парламент, нарешті, став «демократичним» у будь-якому сучасному сенсі, так як майнові кваліфікації для голосування були скасовані для всіх, хто старше 21 року. Лише після Другої світової війни відбулася деколонізація і зниження вікового цензу для участі в голосуванні. Основні функції парламенту полягають в тому, щоб приймати закони, виділяти гроші на державні витрати і ретельно перевіряти уряд. На практиці багато членів парламенту беруть участь в парламентських комітетах, які досліджують витрати, політику, закони та часто звітують про те, які рекомендації надають реформи. До прикладу, Комітет з модернізації Палати Громад у 2002 році рекомендував публікувати законопроєкти перед тим, як вони стануть законом, і пізніше цю рекомендацію визнали успішною. У Палаті Лордів налічується 790 колег, а в Палаті Громад — 650 членів парламенту, які в даний час обираються на п'ятирічний термін.  Для того щоб пропонований законопроєкт став законом, його необхідно тричі прочитати в кожній палаті і отримати королівську згоду монарха.
Сьогодні Палата Громад є основним органом представницького уряду. Розділ 1 Закону про народне представництво 1983 року надає право голосу в Палаті Громад усім громадянам Співдружності, а також громадянам Республіки Ірландія, які зареєстровані та досягли 18-річного віку. Розділи 3 і 4 виключають осіб, які засуджені за вчинення злочину, знаходяться у виправній установі, або утримуються під вартою відповідно до законів про стан психічного здоров'я. Ці обмеження не відповідають європейським стандартам, які вимагають, щоб особи, які вчинили незначні злочини (дрібні крадіжки або злочини, пов'язані з наркотиками) мали право голосу. З 2013 року кожен повинен зареєструватися в індивідуальному порядку для участі в голосуванні, замість колективної реєстрації домогоподарств, але для збільшення числа зареєстрованих людей щорічно проводиться опитування. Ці принципи загального права передували статутному регулюванню, тому застосовуються до голосування, пов'язаних із виборами чи референдумами. Сьогодні витрати на вибори жорстко контролюються статутом. Максимально 20 мільйонів фунтів стерлінгів можуть бути витрачені політичними партіями на проведення національних кампаній та плюс 10 000 фунтів стерлінгів в кожному виборчому окрузі. Політична реклама на британському телебаченні заборонена, за винятком реклами у вільний час, хоча на просторах інтернету це залишається в значній мірі нерегульованим. Будь-які витрати від третіх осіб, що перевищують 500 фунтів стерлінгів, повинні бути оприлюднені. Іноземне втручання в голосування повністю заборонено, включаючи будь-яке «мовлення» (також через Інтернет) з наміром вплинути на осіб, щоб вони віддали або утрималися від передачі своїх голосів. Внески зовнішніх партій можуть бути повністю конфісковані Виборчею комісією. Внутрішні обмежуються зареєстрованими партіями, якщо їх розмір перевищує 7 500 фунтів стерлінгів на національному рівні або 1 500 фунтів стерлінгів на місцевому рівні, необхідно повідомляти в Виборчу комісію. Система обрання громад заснована на виборчих округах, межі яких періодично змінюються, з метою забезпечення рівності населення. У Великій Британії  проводяться значні дебати з приводу голосування за мажоритарною системою відносної більшості, яка виключає партії меншості. Щоб бути обраним до парламенту, більшість людей зазвичай стають членами політичних партій. На день висунення кандидата в депутати, йому повинно бути більше 18 років, який є кваліфікованим громадянином Співдружності або Ірландії; не є банкрутом; має бути визнаним винним у корупційній діяльності; бути лордом, суддею або службовцем. Задля обмеження контролю уряду над парламентом, Акт про заробітну плату міністрів та інших працівників від 1975 року обмежує вищі виплати заробітної плати встановленої кількості членів парламенту.
Поряд зі спадковим монархом, Палата Лордів традиційно представляла сухопутну аристократію і політичних союзників монарха або уряду, і реформувалася лише поступово. Акт Палати Лордів 1999 року скасував усіх, за винятком 92 спадкових перів, залишивши більшість британської шляхти, призначених урядом відповідно до Акту про довічність перів 1958 року; перів права, які призначені відповідно до Акту про апеляційну юрисдикцію 1876 року, та перів духовенства, які є старшими священнослужителями Англіканської церкви. З 2005 року старші судді можуть засідати і голосувати в Палаті лордів тільки після настання пенсійного віку. Уряд здійснює призначення більшості колег, але з 2000 року користується порадами Комісії за призначенням в Палату лордів, що складається з семи осіб і включає представників лейбористських, консервативних і ліберально-демократичних партій. Від колегіальності завжди можна відмовитися, і тодішні колеги мають право балотуватися в Парламент. З 2015 року колега може бути тимчасово відсторонений від посади або вигнаний з країни Палатою представників. Парламентський Акт 1949 року, значно скоротив повноваження Палати лордів, так як не може затримувати грошові законопроєкти, проте, обговорюється кілька варіантів реформи. У законопроєкті про реформу Палати лордів 2012 року пропонується 360 членів, що обираються прямим голосуванням; 90 призначених членів; 12 єпископів і невизначена кількість членів міністерств. Вибрані лорди повинні були б обиратися за пропорційною системою на 15-річний термін через 10 регіональних виборчих округів за єдиною системою голосування з правом переобрання. Однак уряд відмовився від підтримки після відповідної реакції консерваторів. Стверджували, що начебто лорди обиралися географічними виборчими округами, а партія контролювала обидві сторони — то було б недостатньо ефективного контролю або перегляду діяльності уряду. Другим варіантом, як у шведському Риксдагу, є скасування Палати лордів: це постановили під час англійської громадянської війни в 1649 році, але відновили разом з монархією в 1660 році. Третій запропонований варіант — це обрання колег по роботі та за професійними групами, щоб працівники охорони здоров'я  віддавали перевагу колегам зі спеціальними знаннями в галузі охорони здоров'я, люди в сфері освіти обирали фіксоване число фахівців в галузі освіти, юристи — уповноважених представників. Це необхідно для підвищення якості праці законодавства в цілому.

### Судова влада

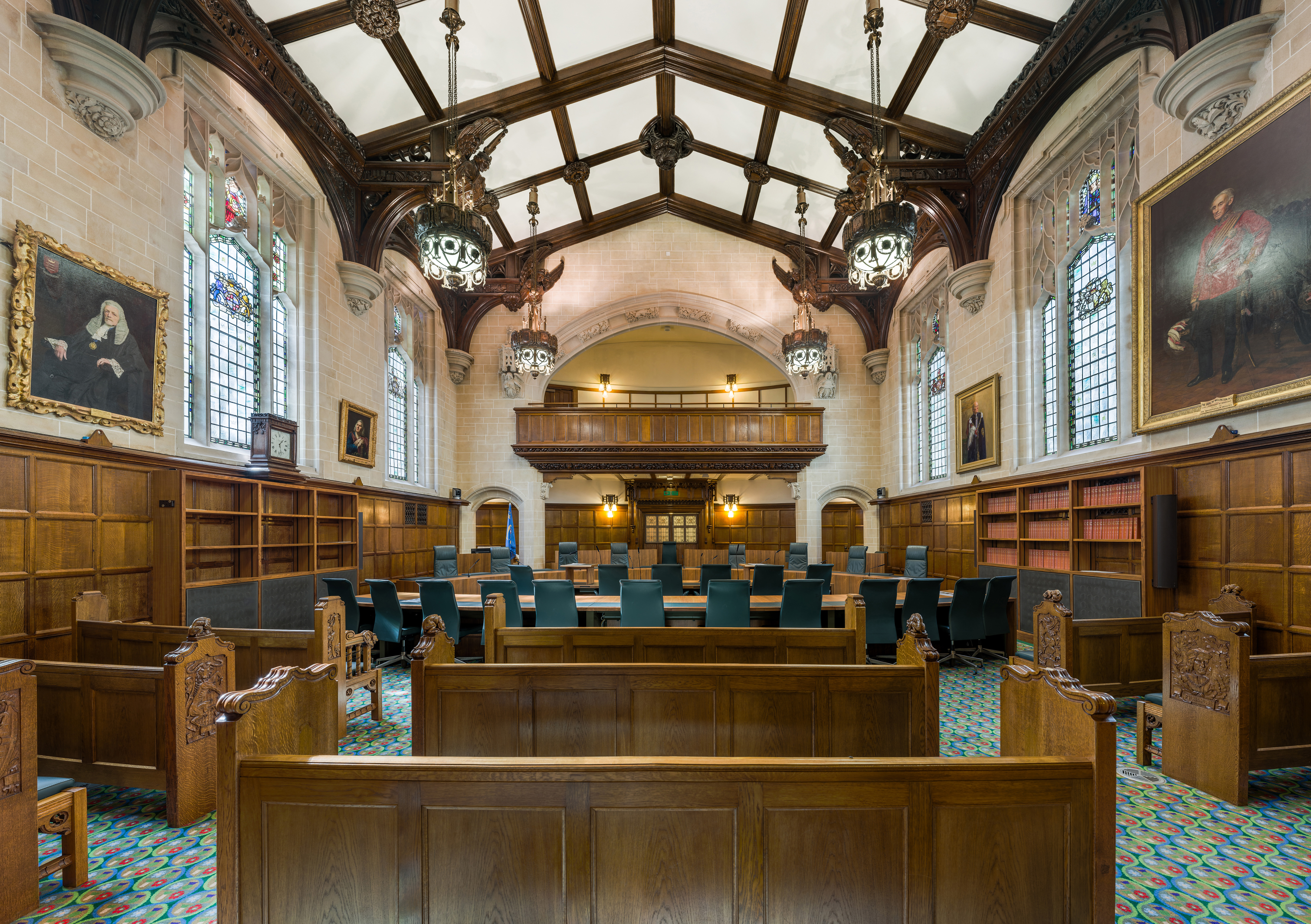
Розгляд справи у Верховному суді, який переїхав до нової будівлі Ґільдголл в Мідлесексі у 2009 році, транслюється в Інтернеті в прямому ефірі. Судді більше не носять перуки

Судова влада Великої Британії виконує основні функції забезпечення верховенства права, демократії та прав людини. Вищою апеляційною інстанцією є Верховний суд, який на підставі Акта про конституційну реформу 2005 року повністю замінив Апеляційний комітет Палати лордів. Після Заяви з питань практики 1966 року Палаті лордів (згодом Верховному суду) надано право відступати від своїх попередніх рішень, оскільки суворе слідування прецеденту може призвести до несправедливості й надмірного обмеження розвитку права. Судовий процес зазвичай починається в окружному суді або Вищому суді з питань цивільного права, або магістратському суді або Коронному суді з питань кримінального права. Існують також трибунали з питань трудового законодавства, а також Суд першого рівня з державних або регуляторних суперечок, починаючи від імміграції, закінчуючи соціальним забезпеченням і податками. Після Вищого суду, Коронного суду або апеляційних трибуналів справи можуть, як правило, апелювати до апеляційного суду Англії та Уельсу. У Шотландії Сесійний суд має зовнішню (перша інстанція) та внутрішню (апеляційна інстанція) палати. Потім апеляції надходять до Верховного суду, хоча в будь-який час суд може зробити попереднє посилання на Суд Європейського Союзу для уточнення значення законодавства ЄС. Починаючи із Закону про права людини 1998 року, суди чітко зобов'язані тлумачити британське законодавство як сумісного з Європейською конвенцією з прав людини. Це походить від традиції судів, які тлумачать законодавство як сумісне із зобов'язаннями міжнародного права.
Загальновизнано, що британські суди не просто застосовують, а й створюють нове право завдяки своїй інтерпретаційній функції: це очевидно у загальному праві та праві справедливості, де не існує кодифікованої законодавчої бази для значних частин закону, таких як договори, делікти або трести. Це також означає елемент зворотної сили, оскільки застосування норм, що розробляються, може відрізнятися від розуміння закону принаймні однієї зі сторін у будь-якому конфлікті. Хоча формально британське судочинство може не оголосити закон Парламенту неконституційним,  на практиці повноваження судової влади тлумачити закон з метою сумісності з правами людини можуть призвести до втрати чинності закону, як і в інших країнах. Суди роблять це економно, оскільки вони визнають важливість демократичного процесу. Судді також можуть час від часу засідати на громадських запитах.
Незалежність судової влади є одним із наріжних каменів конституції і на практиці означає, що судді не можуть бути звільнені з посади. Починаючи з Акту про поселення 1700 року, жоден суддя не був відсторонений, оскільки для цього королева повинна діяти за зверненням обох палат парламенту.  Дуже ймовірно, що суддя ніколи не буде звільнений з посади не лише через офіційні правила, а й "спільне конституційне розуміння" важливості цілісності правової системи. Це відображається, наприклад, у правилі підсуддя, згідно з яким питання, що очікують рішення в суді, не повинні упереджуватися під час парламентських дебатів. Лорд-канцлер (колись глава судової влади, а тепер просто урядовий міністр) також має статутний обов'язок підтримувати незалежність судової влади, наприклад, проти нападів на їх цілісність з боку засобів масової інформації, корпорацій або самого уряду.
Члени судової влади можуть бути призначені з числа будь-яких представників юридичної професії, які мають понад 10 років досвіду роботи з правами аудиторії перед судом: це, як правило, адвокати, юрисконсульти, а також науковці. Призначення слід проводити "виключно по суті", але може враховуватися потреба різноманітності, коли два кандидати мають однакову кваліфікацію. Для призначень у Верховному суді утворюється Комісія з питань призначення на посаду суддів із п’яти членів, що включає одного суддю Верховного суду, трьох членів Комісії з питань призначення суддів та одну непрофесійну особу. Для інших старших суддів, таких як ті, що працюють в Апеляційному суді, або Лорда Верховного суду, суддів магістрату чи керівників підрозділів Верховного суду, утворюється аналогічна комісія з п'яти членів із двома суддями. Гендерна та етнічна різноманітність відсутня у британському судочинстві порівняно з іншими розвиненими країнами, і це потенційно може загрожувати знанню та здійсненню правосуддя. Підтримування судової влади є  основою адміністративного права.
Закон 1981 року про  неповагу до суду дозволяє суду затримувати будь-кого за неповагу та ув'язнити  за порушення судового розпорядження або поведінку, яка може скомпрометувати справедливий судовий процес. На практиці це забезпечується виконавчою владою. Лорд-канцлер очолює Міністерство юстиції, яке виконує різні функції, включаючи управління Агентством правової допомоги людям, які не можуть дозволити собі доступ до судів.

### Виконавча влада
Виконавча гілка влади, підпорядковуючись парламенту і судовому нагляду, здійснює повсякденну владу британського уряду. За формою правління Велика Британія залишається конституційною монархією. Офіційним главою держави є Її Величність королева Єлизавета II, спадковий монарх з 1952 року. Насправді жодна королева або король не намагався узурпувати волю Парламенту з 1708 року, і всі конституційні обов'язки та влада приймаються за обов'язковою конвенцією про зміну прем'єр-міністром, парламентом або судами.
Хоча це називається королівською прерогативою, низка важливих повноважень, які колись наділялися королем або королевою, зараз виконуються урядом, зокрема прем'єр-міністром. Ці повноваження повсякденного управління можуть бути жорстко обмежені, щоб виконавча влада не могла узурпувати Парламент або суди.
Хоча прем'єр-міністр є головою парламенту, уряд її величності формується більшою групою членів парламенту, лордами. «Кабінет» — це ще менша група з 22 або 23 осіб, хоча лише двадцять міністрів можуть отримувати зарплату. Кожен міністр, як правило, очолює департамент або міністерство, які можуть бути створені або перейменовані за прерогативою. Комітети кабінету зазвичай організовуються прем'єр-міністром. Очікується, що кожен міністр дотримуватиметься колективної відповідальності, а також Міністерського кодексу 2010 року. Це включає правила, згідно з якими міністри «повинні поводитися таким чином, щоб дотримуватися найвищих стандартів пристойності», «надавати точну та правдиву інформацію парламенту», подати у відставку у випадку «навмисного введення парламенту в оману», щоб бути «якомога відкритішим», не мати можливих конфліктів інтересів і передавати повний перелік інтересів постійному секретарю і «залишатися на посаді до тих пір, поки вони зберігають довіру прем'єр-міністра». Допомога міністрам — це сучасна державна служба та мережа державних органів, які працюють на задоволення монарха. Кодекс державної служби вимагає від державних службовців демонструвати «високі стандарти поведінки», відстоювати основні цінності «доброчесності, чесності, об'єктивності та неупередженості» і ніколи не ставити себе в положення, яке «може з розумною оцінкою компрометувати їх особисте судження або доброчесність». З моменту прийняття Закону про свободу інформації від 2000 року передбачалося, що уряд повинен бути відкритим щодо інформації та розкривати її за запитом, за винятком випадків, коли розкриття може порушити особисті дані, безпеку або може суперечити суспільним інтересам. Таким чином, спостерігається тенденція до більш відкритого, прозорого та підзвітного управління.

### Регіональне урядування
Конституція регіональних урядів Великої Британії є некодифікованою структурою органів влади, мерів, рад та делегованих зборів. В Уельсі,Шотландії, Північній Ірландії та в Лондоні об'єднані районні та окружні ради мають повноваження місцевого самоврядування, а з 1998 до 2006 року нові регіональні збори або парламенти здійснюють додаткові повноваження, передані Вестмістеру (історичний район Лондону, в якому засідає парламент Британії). В Англії є 55 унітарних органів влади у великих містах (наприклад, Брістоль, Брайтон, Мілтон Кінс) та 36 столичних районів (навколо Ліверпуля, Манчестера, Лідса, Бірмінгема, Шеффілда та Ньюкасла), які функціонують як унітарні місцеві органи влади. Але в інших частинах Англії місцеве самоврядування розподілено між двома рівнями влади: 32 більшими радами округу та всередині 192 районних рад, кожна з яких має різні функції. Оскільки з 1994 року в Англії існують 8 областей для адміністративних цілей, проте вони не мають регіонального уряду або демократичних зборів (як у Лондоні, Шотландії, Уельсі чи Північній Ірландії) після того як референдум, який був в 2004 році про Північно-Східну Асамблею провалився. Це все означає, що Англія має одну з найбільших централізованих та роз'єднаних систем управління в країнах Співдружності та Європи.
Основні питання місцевого самоврядування — це фінансування влади, повноваження та реформа структур управління. Ради отримують доходи від податку на раду, ставок бізнесу, що стягуються з підприємств, які здійснюють діяльність у населеному пункті. У порівнянні з іншими країнами ці повноваження обмежують автономію місцевого самоврядування та обов'язки місцевих органів влади. Тобто ще місцеві органи влади не мають повноважень, поширених в інших країнах, таких як встановлення мінімальної заробітної плати, регулювання орендної плати чи запозичення та оподаткування, як це необхідно в інтересах суспільства, що порушує цілі локалізму та автономії.
У Шотландії, Уельсі, Північній Ірландії та Лондоні також існують регіональні асамблеї та парламенти, подібні до урядів штатів та провінцій інших країн. Обсяг передачі даних відрізняється щомісяця. Закон Шотландії 1998 року створив однопалатний шотландський парламент з 129 обраними членами, обирають котрих кожні щочотири роки: 73 з одномандатних округів з простою більшістю голосів та 56 з додаткових систем пропорційного представництва. Згідно з розділом 28, Шотландській парламент може приймати будь-які закони, за винятком «застережених питань», перелічених у додатку 5. Ці повноваження, зарезервовані для парламенту Великої Британії, включають в себе зовнішні справи, оборону, фінанси економічне планування, внутрішні справи, торгівлю та промисловість, соціальне забезпечення, зайнятість, мовлення та різноманітні можливості. За домовленістю, члени британського парламенту з виборчих округів Шотландії не голосують з питань, над якими шотландський парламент здійснював владу. Це найсильніший регіональний уряд на сьогоднішній день.  Закон Північної Ірландії від 1998 року перераховує, які питання передаються, але Асамблея Північної Ірландії була припинена з 2017 року через основні розбіжності між її членами, що виникають внаслідок тривалого насильства та громадянського конфлікту, до того, як делікатний мирний договір був укладений в угоду про Велику п'ятницю. Закон Уряду Уельсу від 2006 року вимагає зборів у складі 40 членів з виборами щочотири роки, а в додатку 5 викладено 20 сфер державної компетенції, за деякими винятками. Сфери включають сільське господарство, рибне господарство, лісове господарство та розвиток сільських територій, економічний розвиток, шкільну освіту, екологічну політику, автомобільні дороги та транспорт, житло, планування та деякі аспекти соціального забезпечення. Верховний суд схильний тлумачити ці повноваження на користь передачі повноважень.